# 132 Pułk Piechoty (Imperium Rosyjskie)
132 pułk piechoty (ros. 132-й пехотный Бендерский полк) – oddział piechoty armii Imperium Rosyjskiego.

## Charakterystyka
Sformowany w 1811. Stacjonował między innymi w m. Kijów.

 W przededniu I wojny światowej pułk etatowo posiadał cztery bataliony po cztery kompanie oraz kompanię tyłową. Kompania piechoty czasu wojny liczyła około 240 żołnierzy i 4–5 oficerów. Na szczeblu pułku występował także pododdział karabinów maszynowych (8 km), łączności (w tym 14 konnych gońców i 21 telefonistów) i zwiadowczy (64 zwiadowców, w tym 4 kolarzy). W sumie pułk liczył około 4000 żołnierzy.

W  lipcu 1914, na bazie zalążków wydzielonych z pułku, w ramach 2 fali mobilizacyjnej, sformowany został rezerwowy 280 pułk piechoty.

132 pułk piechoty rozformowany został w 1918.

## Podporządkowanie
Lipiec 1914:
- 21 Korpus Armijny – Kijów[8]
  - 33 Dywizja Piechoty – Kijów
    - 2 Brygada Piechoty – Kijów
      - 132 pułk piechoty – Kijów